# Synanthedon scarabitis
Synanthedon scarabitis is een vlinder uit de familie wespvlinders (Sesiidae), onderfamilie Sesiinae.
Synanthedon scarabitis is voor het eerst wetenschappelijk beschreven door Meyrick in 1921. De soort komt voor in het Neotropisch gebied.